# Небо над Берлином
Небо над Берлином је романтични фантастични филм из 1987. у режији Вима Вендерса. Филм говори о невидљивим, бесмртним анђелима који насељавају Берлин и слушају мисли његових људских становника, тешећи унесрећене. Иако је град густо насељен, многи људи су изоловани или отуђени од својих најмилијих. Један од анђела, кога игра Бруно Ганц, заљубљује се у прелепу, усамљену уметницу на трапезу, коју игра Солвиг Домартин. Анђео бира да постане смртан како би могао да доживи људска чулна задовољства, од уживања у храни до додиривања вољене особе, и како би могао да открије људску љубав са уметником на трапезу.
Инспирисани уметношћу која приказује анђеле видљиве око Западног Берлина, у то време окруженог Берлинским зидом, Вендерс и писац Петер Хандке осмислили су причу и наставили да развијају сценарио током француске и немачке копродукције. Филм је Анри Алекан снимио у боји и црно-белој боји сепије, при чему је ова друга коришћена да представи свет како га виде анђели. Глумачку екипу чине Ото Сандер, Курт Боис и Питер Фалк .
За Небо над Берлином, Вендерс је освојио награде за најбољу режију и на Канском филмском фестивалу и на европским филмским наградама. Филм је имао критички и финансијски успех, а академици су га протумачили као изјаву о важности биоскопа, библиотека, циркуса или немачког јединства, са садржајем њу ејџа-а, верских, секуларних или других тема.
Уследио је наставак, Далеко, тако близу!, објављен 1993. Град анђела, амерички римејк, објављен је 1998. Године 1990. бројни критичари прогласили једним од најбољих филмова 1980-их .

## Радња
У Берлину подељеном Берлинским зидом, два анђела, Дамијел и Касијел, посматрају град, невидљив и нечувен од његових људских становника. Они посматрају и слушају мисли Берлинчана, укључујући трудницу у колима хитне помоћи на путу до болнице, младу проститутку која стоји поред прометног пута и сломљеног мушкарца који се осећа изданим од своје жене. Њихов раисон д'етре је, како Касиел каже, да „састављају, сведоче, чувају“ стварност. Дамијел и Касијел су одувек постојали као анђели; били су у Берлину пре него што је био град, и пре него што је било људи.
Међу Берлинчанима које сусрећу у својим лутањима је и старац по имену Хомер, који сања о „епу мира“. Касиел прати старца док тражи тада срушени Потсдамер плац на отвореном пољу и налази само зид прекривен графитима . Иако су Дамијел и Касијел чисти посматрачи, видљиви само деци, и неспособни за било какву интеракцију са физичким светом, Дамијел почиње да се заљубљује у дубоко усамљену циркуску уметницу на трапезу по имену Марион. Живи сама у камп приколици у Западном Берлину, све док не добије вест да ће се њена група, Циркус Алекан, затворити. Депресивна, она плеше сама уз музику и лута градом.
У међувремену, глумац Петер Фалк стиже у Западни Берлин да сними филм о нацистичкој прошлости града. Фалк је некада био анђео, али се, уморивши се од сталног посматрања и никада не доживљава, одрекао своје бесмртности да би постао учесник света. Такође све уморнији од бесконачности, Дамијелова чежња је за аутентичношћу и границама људског постојања. У сну упознаје Мерион и изненади се када Фалк осети његово присуство и прича му о задовољствима људског живота.
Дамијел је коначно убеђен да одбаци своју бесмртност. Први пут доживљава живот: крвари, види боје, куша храну и пије кафу. У међувремену, Касиел улази у ум младића који се спрема да изврши самоубиство скочивши са зграде. Касијел покушава да спасе младића, али не може то да уради, и остаје мучен тим искуством. Осетивши Касијелово присуство, Фалк му се допире као што је имао Дамијела, али Касијел није вољан да следи њихов пример. На крају, Дамијел упознаје уметника на трапезу Мерион у бару током концерта Ника Кејва, а она га поздравља и говори о томе да је коначно пронашла љубав која је озбиљна и која може учинити да се осећа потпуно. Следећег дана, Дамијел размишља како га је време проведено са Марион научило да се осећа задивљено и како је стекао знање које ниједан анђео није у стању да постигне.

## Продукција

### Развој
Након што је осам година живео и радио у Сједињеним Државама, редитељ Вим Вендерс вратио се у своју родну Западну Немачку и пожелео да се поново повеже са њом филмом о свом омиљеном делу, Западном Берлину . Планирајући да сними До краја света 1985. године, схватио је да пројекат неће бити готов за две године и желећи да се што пре врати фотографији, размишљао је о другом пројекту. 
Поезија Рајнера Марије Рилкеа делимично је инспирисала причу. Вендерс је тврдио да се чинило да анђели живе у Рилкеовој поезији, а редитељ је такође једног дана забележио „анђеле“ у својим белешкама, и забележио је уметничка дела на тему анђела на гробљима и широм Берлина. У свом третману, Вендерс је такође разматрао позадину у којој је Бог протерао своје анђеле у Берлин као казну за одбрану људи после 1945, када је Бог одлучио да их напусти. 
Вендерс је ангажовао Петера Хандкеа, који је написао већи део дијалога, поетских нарација и понављајућу песму филма „Песма детињства“.  Вендерс је пронашао имена Дамијел и Касијел у енциклопедији о анђелима, а такође је имао фотографије Солвеига Доммартина, Бруна Ганца и Ота Сандера које су служиле као музе. Идеја да анђели могу да читају мисли довела је до тога да Вендерс размишља о личном дијалогу који нико не би рекао наглас. Вендерс није гледао на протагониста анђела као на самог себе, већ је одлучио да анђео може бити оличење филма и да би сврха филма могла бити да помогне људима отварајући им очи за могућности. Хандке се није осећао способним да напише ни једну кохерентну причу, али је обећао да ће редовно слати белешке о идејама током продукције. Сценариста Рихард Рајтингер је такође помагао Вендерсу у писању сценарија сцена које укључују Хандкеове доприносе. 
С обзиром на природу овог аранжмана, Вендерс би одржавао свакодневне састанке са својом посадом, често у касним сатима, како би планирао логистику за наредни дан.  Француски продуцент Анатол Дауман није видео велики буџет као неопходан, а пројекат је финансиран са 5 милиона марака . 

### Кастинг
Вендерс је веровао да би било важно да глумци који играју два главна лика анђела буду упознати и пријатељски настројени једни према другима. Ганц и Сандер су наступали у неким од истих сценских продукција 20 година. Сандер и Ганц су такође препоручили Курта Боиса Вендерсу и замолили Боиса да наступи. Боисов наступ у улози Хомера означио је његов последњи дугометражни филм у 80-годишњој каријери, почевши од детињства. 
Улога Питера Фалка није била планирана све док фотографија није већ почела, а Вендерс је планирао да уметник или политички званичник има аналогну улогу све док помоћница Клер Денис није сугерисала да ће звезда Колумба бити позната свима. Фалк је ту улогу описао као "најлуђу ствар која ми је икада понуђена", али је брзо пристао. Био је навикао на импровизацију коју је захтевала новостворена улога, а када су се Вендерс и Фалк упознали, осмислили су идеје о скицирању лика и тражењу шешира. Ник Кејв и његов бенд били су смештени у Западном Берлину, а Вендерс га је назвао „правим берлинским херојем“ и одлучио „За мене је било незамисливо да снимим филм у Берлину а да не прикажем један од његових концерата“. 

### Снимање
Филм је снимио Анри Алекан,  чија кинематографија представља монохроматску тачку гледишта анђела, јер не виде боје, и прелази на боју да би приказала људску тачку гледишта. Током снимања, Алекан је користио веома стару и крхку свилену чарапу која је припадала његовој баки као филтер за монохроматске секвенце,  додајући дашак сепије црно-белој. Вендерс је сматрао да је природно да анђели без искуства у физичком свету не виде боју, а такође је мислио да ће црно-бела кинематографија Алекана пружити нови поглед на Берлин.
Изазов у кинематографији представљало је коришћење камере за перцепцију анђела, јер анђели нису спутани у томе колико далеко могу да посматрају, у било којој димензији.  Циркус Алекан из приче је назван у част сниматеља. 
Снимање се одвијало на стварним локацијама у Западном Берлину, као што је Берлинска државна библиотека Ханса Шаруна, иако је Зид поново направљен у студију, јер је снимање правог зида било забрањено. Неки комади рекреације су направљени од јефтиног дрвета, а један је уништен кишом током производње.
Са мало идеје о томе како приказати анђеле и без дизајна костима, Вендерс је рекао да су филмаши консултовали уметничка дела, експериментисали и пронашли идеју о оклопу током продукције, и рекли америчком редитељу Бреду Силберлингу да су се одлучили за капуте тек касније. Фризура је била инспирисана фотографијом јапанског ратника.
Иако су циркуске сцене захтевале опсежне и ризичне акробације, Домартин је успео да научи покрете трапеза и конопца за само осам недеља, и све је урадила сама, без каскадера. Током продукције, филмски ствараоци су позвали немачку полицију након што је Фалк нестао. Фалк је проводио сате истражујући Западни Берлин и откривен је у кафићу.

### Пост продукција
Петер Хандке је стигао у Западни Берлин током процеса монтаже, који је водио Петер Прзигодда. Хандке је веровао да се граничи са немим филмом, осим неке музике, и недостајало му је много нота које је послао Вендерсу током снимања. Хандке је стога предложио да се његови списи додају преко гласа. Након што је Фалк напустио Берлин, снимио је већи део свог гласа у тонском студију у Лос Анђелесу . Много тога је било импровизовано, иако је Вендерс и даље надзирао телефоном.
Пошто је снимање изведено у дугим кадровима, а камера која се користила као „анђеоско око“, већи део покрета је пренет камером, а не ефектима монтаже.  Било је пет сати снимака за монтажу све до коначног реза.  Борба између звезда снимљена је за последњу сцену, али је касније монтирана. 
Композитор Јирген Кнајпер претпостављао је да ће харфе и виолине бити довољне за партитуру за филм о анђелима, све док није видео део филма. Видевши да су анђели незадовољни, написао је другачију партитуру користећи хор, гласове и звиждање. Лоран Петитган је допринео циркуској музици, ансамблском делу извођеном са хармоникама, саксофонима и клавијатурама. 

## Теме и интерпретације
Концепт анђела, духова или духова који помажу људима на Земљи био је уобичајен у биоскопу, од Долази г. Џордан (1941) до дела из 1946. Диван живот и Питање живота и смрти .  Многи ранији амерички и британски филмови показују велику количину поштовања, док други дозвољавају разумну количину забаве. Пауел и Пресбургерова „ Питање живота и смрти“ представља рани пример духова који су љубоморни на животе људи.  Прелазак са монохроматског на колор, да би се разликовала стварност анђела од реалности смртника, такође је коришћен у Пауел и Пресбургеровом филму.  Док Вингс оф Десире не приказује Берлинчане као живе у утопији, академик Роџер Кук је написао да чињеница да људи имају задовољство „даје, као што енглески наслов сугерише, крила жељи“. 
Бог се не помиње у филму,  а помиње се само у наставку када анђели наводе сврху да повежу људе са „Њим“.  Научници Роберт Филип Колкер и Петер Беицкене приписали су очигледан недостатак Бога веровањима Нев Аге -а, напоменувши да је Дамијелов „ пад “ сличан причи о Луциферу, иако није повезан са злом.  Рецензент Џефри Оверстрит се сложио да је „Вендерс оставио своје црквено васпитање иза себе“, а да су филмски анђели „измишљотине које је могао да изради према својим спецификацијама“, без обзира на библијска веровања. Оверстрит их је окарактерисао као „каприцне метафоре, ликове који су изгубили радост сензуалног људског искуства”.  Ипак, професор Крег Детвајлер је веровао да поглед на Берлин са неба и идеја о анђелима чуварима евоцирају Бога.  Аутори Мартин Брејди и Џоан Лил су додали да чак и ако је Дамиел у искушењу наизглед профаним стварима, атмосфера Берлина значи да је људски Дамиел још увек на „месту поезије, мита и религије“. 
У једној сцени, Дамијел и Касијел се састају како би поделили приче у својим запажањима, а њихова функција је откривена као очување прошлости.  Професор Александер Граф је написао да их ово повезује са биоскопом, а Вендерс је приметио да сама Крила жеље приказује или приказује места у Берлину која су од тада уништена или измењена, укључујући мост, Потсдамер Плац и Зид . 
У завршним насловима стоји: „Посвећено свим бившим анђелима, али посебно Јасуџиру, Франсоа и Андреју“ (све референце на Вендерсове колеге филмске ствараоце Јасуџиро Озу, Франсоа Трифоа и Андреја Тарковског).  Сви ови редитељи су умрли пре објављивања филма, а Колкер и Беикене су тврдили да су они утицали на Вендерса: Озу је научио Вендерса реду; Труфаут посматрање људи, посебно младих;  и Тарковског, мање јасан утицај на Вендерса, разматрање морала и лепоте.  Идентификовање режисера као анђела могло би се повезати са функцијом снимања филмских ликова. 
Академик Лаура Маркус верује да је веза између биоскопа и штампе такође успостављена у афинитету анђела према библиотекама, јер Вендерс приказује библиотеку као оруђе „сећања и јавног простора“, чинећи је чудесним местом.  Приказ Дамијела, користећи оловку или нематеријалну оловку, за писање „Песме о детињству“, такође је признање штампи и писмености, уводећи, или како је Маркус претпоставио, „можда чак и ослобађајући визуелне слике које следе „.  Колкер и Беикене су тумачили употребу поезије као део напора сценаристе Петера Хандкеа да уздигне језик изнад уобичајене реторике до духовног.  Рецензирајући поезију, Детвеилер је приметио да Хандкеова „Песма о детињству” има паралеле са 1. Коринћанима Светог Павла 13 („Кад сам био дете, говорио сам као дете, разумео сам као дете, мислио сам као дете…").  Професорка Тери Водел је додала да је песма успоставила „централност детињства” као кључну тему, напомињући да деца могу да виде анђеле и да их прихватају без питања, повезујући их са феноменом имагинарних пријатеља . 
Филм је такође читан као позив на поновно уједињење Немачке, које је уследило 1990. године. Есејисти Дејвид Колдвел и Пол Ри видели су да представља низ од две супротности: Истока и Запада, анђела и човека, мушкарца и жене.  Вендерсови анђели нису везани Зидом, што одражава заједнички простор Источног и Западног Берлина, иако је Источни Берлин и даље првенствено црно-бели.  Научник Мартин Јесингхаузен је веровао да се у филму претпоставља да се поновно уједињење никада неће догодити, и разматрао је своје изјаве о поделама, укључујући територијалне и „више“ поделе, „физичку и духовност, уметност и стварност, црно-бело и боју“. 
Истраживачица Хелен Стодарт, говорећи о приказу циркуске и трапез уметнице Мерион, навела је да је Марион класични циркуски лик, који ствара слику опасности, а потом и потенцијала. Стодарт је тврдио да би Хомер и Марион могли да пронађу будућност у оним што су остаци историје пронађени у Берлину.  Стодарт је разматрао кружну природу приче, укључујући паралелу између анђела који не може да види физичко (Дамијел) и лажног анђела (Марион) који може „видети лица“.  Марион такође примећује да сви правци воде до Зида, а коначни француски дијалог „Укрцали смо се“ док на екрану стоји „ Наставиће се “, сугерише „коначно кретање ка новом почетку“. 
Пишући у часопису Филм и филозофија, Нејтан Волфсон цитира рад Ролана Барта —посебно С/З —као модел да тврди да „овај 'анђеоски' део Небо над Берлином намерно призива у гледаоцу скуп специфичних одговора. Ови одговори пружају основу за трансформацију у којој учествују Дамијел и Марион. Филм припрема гледаоца за аналогну трансформацију и позива гледаоца да учествује у овом процесу, кроз истраживање ауторства и деловања.“ 

## Стил
Писац Британског филмског института Ли Сингер оценио је филмски стил као "храбар" и уметнички у употреби боја, "егзистенцијалном гласу" и "уморном темпу". Сингер је прокоментарисао и употребу симболике и комбинације различитих делова културе, од поезије Рајнера Марије Рилкеа до музике Ника Кејва . По Сингеровој процени, кинематографија је у стању да пренесе анђелову „невидљиву интимност и емпатију“. Професор Тери Вадел је описао „дијалог и монолог“ као „лирски“, по узору на Рилкеову поезију.  Научник Александар Граф је разматрао како се ови гласови и вербалне размене често комбинују са позадинским звуцима радија и телевизије, и закључио је да „слика и звучни запис“ који чине стил преносе тачку „слепила“: „мушкарци и жене су мучени свакодневним проблемима; деца су, попут анђела, у свом сопственом сањивом свету“. 
Професор Расел ЈА Килбурн оценио је стил као супротан реализму и „наглашено немачком“ у посматрању одређених ситуација људског живота.  Аутори Мартин Брејди и Џоан Лил су приметили да се приповедање удаљава од потпуно наративног формата, а стил писања филма отелотворен је у Хомеровом лику као „анђелу приповедања“.  Перцепција људи постаје кључна за приповедање, а Брејди и Лил цитирају Хандкеову визију за нови наратив: „Само сте протумачили и променили свет; важно је да га опишете “.  Психолог Рајан Нимијек написао је да, фокусирајући се на „лепоту сваког тренутка“, Небо над Берлином преноси „страхопоштовање и чуђење“. 
Како је Сингер приметио, Небо над Берлином служе као „Симфонија града“ у хватању „зимског Берлина пре уједињења“. Килбурн је рекао да је место истакнуто у немачком наслову, као и жеља поменута у наслову на енглеском, од велике важности и да „чести снимци Источног и Западног Берлина из анђела” омогућавају „квази -објективни воајеристички надзор”.  Посматрајући моду анђелских капута, социолог Ендру Грили је написао да се уклапа у окружење „влажне, бурне, хладне северне Немачке“.  Гледајући капуте и репове, др Детвајлер је закључио да је визуелизација анђела „тако кул и са стилом“. 

## Издање
Филм је дебитовао на Филмском фестивалу у Кану 17. маја 1987.  Небо над Берлином је касније отворен у Западној Немачкој крајем октобра 1987. У САД,  отворен је у Њујорку као Wings of Desire 29. априла 1988. са рејтингом ПГ-13 . Сандер је рекао да је имао издање у Јапану и да док се анђели не појављују у јапанској митологији, публика у Токију ће му прићи након тога и поделити своје утиске о ликовима.
Фондација Вим Вендерс произвела је дигиталну 4К рестаурацију користећи оригинални црно-бели и колор филм. Ова нова верзија филма премијерно је приказана 16. фебруара 2018. током 68. Међународног филмског фестивала у Берлину у оквиру програма „Класици Берлинала“.

## Пријем

### Благајна
Филм је имао 922.718 примљених у Немачкој. У Француској имао је још 1.079.432 пријема.
Филм је завршио приказивање у Северној Америци 11. маја 1989. године, са зарадом од 3,2 милиона долара, или можда скоро 4 милиона долара, што је била корисна инвестиција за Орион.  Критичар Џејмс Монако оценио је да је финансијски учинак изнад типичних уметничких филмова. 

### Критички пријем
Филм је добио „Два палца горе“ од Џина Сискела и Роџера Еберта, где је Сискел приписао Вендерсу причу која „хвали живот какав се живи, а истовремено даје смисао животним забунама“. У Њујорку, Дејвид Денби га је поздравио као "изванредан", а вероватно и "највећи немачки филм". Десон Хау је то цитирао за „висећу визију која привлачи чула и дух“. Џенет Маслин, која је писала за Њујорк тајмс, назвала га је „очаравајућом“ у свом концепту, али „штетно преоптерећеном“ у извођењу. Дејвид Стратон је прихватио визуелне ефекте, перформансе и Кнајперову музику, додајући да је филм такође показао Вендерсов укус за рок музику. Рита ' из Вашингтон Поста приписала је заслуге Вендерсу и Хандкеу за стварање „чудовитог царства митова и филозофског претварања, пуног слика и заслађеног Ганзовим наступом“. Не слажући се, Паулине Каел је приметила: "Довољно је да се гледаоци филмова осећају импотентно".  Према онлајн филмском ресурсу Они снимају слике, зар не?, Небо над Берлином је најхваљенији филм из 1987.

### Признања
Филм се такмичио за Златну палму и освојио је за најбољу режију на Филмском фестивалу у Кану 1987 . Године 1988. освојио је престижну Гран при Белгијског удружења филмских критичара .
Западна Немачка га је поднела на разматрање за Оскара за најбољи филм на страном језику, понуду коју је подржала њена дистрибутерска компанија. Није номиновано; академија је ретко признавала западнонемачку кинематографију.

## Наслеђе
Године 1993. Вендерс је направио наставак, Далеко, тако близу!, који је сматрао пожељним за истраживање Берлина након поновног уједињења, више него зарад наставка.  Године 1998. објављен је амерички римејк у режији Бреда Силберлинга под називом Град анђела . Поставка је премештена у Лос Анђелес, а главне улоге тумаче Мег Рајан и Николас Кејџ . У Прагу, Чешка, Жан Нувел је дизајнирао Ангел, зграду у којој се налази анђео из филма који посматра људе у округу Смихов . 
Сценску адаптацију направила је позоришна компанија из Њукасл на Тајну, Велика Британија 2003. године. Ову посебну адаптацију, која је користила филмске снимке града и приче из заједнице, адаптирао је и режирао Алан Лидијард. Године 2006. Амерички репертоарски театар у Кембриџу, и Тонелгроеп Амстердам представили су још једну сценску адаптацију, коју су креирали Гидеон Лестер и Диркје Хоутман, а режирао Ола Мафалани .
Вендерсова прича је такође утицала на представу Анђели у Америци Тонија Кушнера, у којој се анђели мешају са проблематичним смртницима. РЕМ-ов музички спот такође узима трагове из филма. Небо над Берлином је вероватно била Ганзова најзапамћенија улога пре Хитлер, последњи дани 2004.